# 豊川地域ポータルサイト みてみン!
豊川地域ポータルサイト「みてみン!」（とよかわちいきポータルサイト「みてみン!」）とは、2010年4月からサービス開始をした愛知県豊川市の地域ポータルサイトの名称。
ソーシャル・ネットワーキング・サービス(SNS)（招待状不要）としての基本機能に加え、イベント情報や公共施設情報やお店・会社情報や観光情報など「ポータルサイト」としての機能も担っている。また、豊川市内の保育園・幼稚園・小中学校・高校などのホームページも組み込まれている。
2015年3月31日をもってサイト運営を終了。

## 機能
- SNSの主な機能
  - 日記、いまなに、コミュニティ、メールなど
- ポータルの主な機能
  - イベント情報、お店・会社情報、園・学校情報、公共施設情報などのスポット情報がある「とよかわインフォメーション」、「とよかわ質問ボックス」、子育て情報など